# Pterolophia laterialba
Pterolophia laterialba là một loài bọ cánh cứng trong họ Cerambycidae.